# Bialy (bánh mì)
Bialy (tiếng Yid: ביאלי), Một chữ viết tắt tiếng Yiddish để chỉ Biały hoặc Bialystoker Kuchen (tiếng Yid: ביאליסטאקער קוכען), có nguồn gốc từ thành phố Białystok ở Ba Lan, là một bánh mì cuộn nhỏ đóng vai trò là một món ăn truyền thống trong ẩm thực Do Thái Ashkenazi của Ba Lan.

## Tổng quát
Một bialy truyền thống có đường kính lên tới 15 cm (6 inch) và là một chiếc bánh mì cuộn men tương tự như bánh mì tròn. Không giống như bánh mì tròn, được đun sôi trước khi nướng, bialy chỉ đơn giản là nướng, và thay vì một lỗ ở giữa, nó có một vết lõm. Trước khi nướng, vế lõm này chứa đầy hành tây thái hạt lựu và các thành phần khác, có thể bao gồm tỏi, hạt anh túc hoặc vụn bánh mì.

## Biến thể
Bialy đã được đưa đến Hoa Kỳ bởi những người tị nạn Do Thái Ba Lan vào cuối những năm 1800, và trở thành một món ăn chủ lực của các tiệm bánh Do Thái ở Đông Bắc Hoa Kỳ. Bialys trở thành một loại bánh mì phổ biến và cũng là bữa sáng cho người dân ở thành phố New York và các khu vực xa xôi; đặc biệt là người Do Thái Mỹ. Bialys thường được nướng bởi các tiệm bánh cũng bán bánh mì tròn, tuy nhiên có sự khác biệt giữa bagel và bialy lhi bialy không đạt được sự phổ biến chính mà bagel đã được yêu thích hơn ở Hoa Kỳ, và thực sự trên toàn thế giới, trong nhiều thập kỷ. Làm bialys theo cách truyền thống là một quá trình tốn thời gian, và do đó, nhiều tiệm bánh hiện làm bialys bằng máy móc, cũng phổ biến với bánh mì tròn. Bialys được coi là một đại diện thực phẩm mang tính biểu tượng của thành phố New York, và có thể khó tìm thấy bên ngoài khu vực đó. Tuy nhiên, bialys được bán đông lạnh bởi một số thương hiệu như Ray's New York và các thương hiệu khác, trong các siêu thị trên cả nước.

## Phổ biến đại chúng
Năm 2000, cựu nhà văn thực phẩm của tờ Thời báo New York Mimi Sheraton đã viết một cuốn sách dành riêng cho bialy và vai trò của nó như là một biểu tượng của di sản Białystok của người Do Thái, có tựa đề The Bialy Eaters: The Story of a Bread and a Lost World.